# Badminton 1920
Höhepunkte des Badmintonjahres 1920 waren die All England und die Irish Open.
==Internationale Veranstaltungen ==
| Veranstaltung | Herreneinzel       | Dameneinzel       | Herrendoppel                               | Damendoppel                          | Mixed                            |
| ------------- | ------------------ | ----------------- | ------------------------------------------ | ------------------------------------ | -------------------------------- |
| All England   | George Alan Thomas | Kitty McKane      | Archibald Frank Engelbach Raoul du Roveray | Lavinia Clara Radeglia Violet Elton  | George Alan Thomas Hazel Hogarth |
| Irish Open    | George Alan Thomas | nicht ausgetragen | Frederick A. Kennedy Bob Lambert           | Hazel Hogarth Lavinia Clara Radeglia | George Alan Thomas Hazel Hogarth |

## Terminkalender
| Veranstaltung                  | Ort    | Datum                   |
| ------------------------------ | ------ | ----------------------- |
| All England                    | London | 2. bis zum 7. März 1920 |
| Irische Meisterschaft          |        | 1920                    |
| Irish Open                     | Dublin | 1920                    |
| London Championships           |        | 1920                    |
| South of England Championships |        | 1920                    |